# Bendis

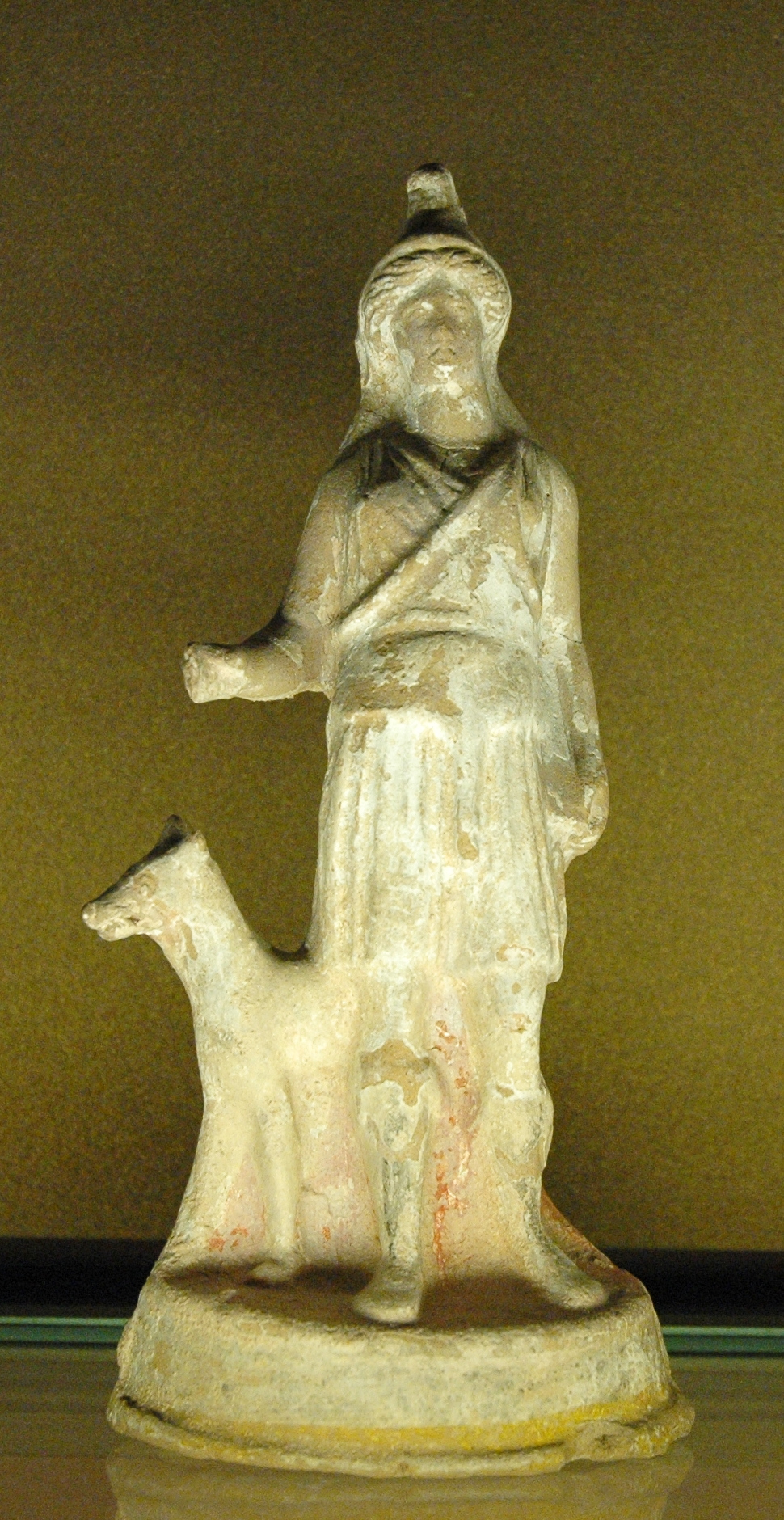
Artemisa Bendis, figurilla moldeada en terracota, (Tanagra?) c. 350 a. C. (Louvre).

Bendis (en griego Βένδις, Béndis) era una diosa tracia de la caza y la Luna que los antiguos griegos identificaron con Artemisa, y por lo tanto con los otros dos aspectos de la antigua triple diosa minoica, Hécate y Perséfone. Era cazadora, como Artemisa, pero la acompañaban sátiros danzantes y ménades en una copa sin pie de figuras rojas de Verona. Más que la olímpica Artemisa, Bendis quedó como una diosa nocturna, conectada con Hécate. 

Haciéndose eco de los nombres de la Luna, los teólogos tracios apostrofan a esta diosa con varias advocaciones, en última instancia como nombres de la propia Artemisa: 
«Plutone, Eufrósine y poderosa Bendis». 
Su culto fue introducido en el Ática, cuya llegada suele relacionarse con el hecho de que en esa época (431 a. C.) existían buenas relaciones entre Atenas y el rey odrisio Sitalces y con la posible existencia de una colonia tracia en El Pireo, pues el lugar del culto se estableció en Muniquia, cerca del santuario de Artemisa, divinidad con la que tendía a asimilarse. Llegó a ser tan popular que en época de Platón (c. 400 a. C.) sus festividades fueron naturalizadas como una ceremonia oficial de la ciudad-estado, llamadas las Bendideas. Entre los eventos había lampadedromías (carreras de antorchas nocturnas), mencionadas en Platón, La República , 328:

«¿No has oído que hay una carrera de antorchas esta noche a caballo honor de la diosa?» «A caballo?», dije yo. «Es una idea nueva. Llevarán antorchas y las pasarán a otros cuando corran a caballo, o ¿cómo piensas?» «Ésa es la manera», dijo Polemarco, “«Y, además, va a haber una fiesta nocturna que será digna de ver».

Las Bendideas también tenía como protagonista una procesión solemne conjunta de atenienses y tracios al santuario de la diosa, localizado en la bahía de El Pireo. Un (esquifos) de figuras rojas (en la universidad de Tübingen), sobre el 440-430 a. C., parece conmemorar la llegada del recién autorizado culto; muestra a Temis (representada con el vestido tradicional atenienses) y a Bendis con botas, que viste una capa de piel de zorro. 
Una pequeña estela votiva de mármol, c. 350-325 a. C., hallada en El Pireo, en el (Museo Británico) muestra a la diosa y a sus devotos en bajorrelieve. La imagen muestra que la diosa ha sido fuertemente influenciada por la concepción ateniense sobre Artemisa: Bendis viste un corto quitón como Artemisa, pero con mangas asiáticas ajustadas, con una piel de animal como Artemisa y tiene una lanza, pero tiene un manto tracio, abrochado con un broche. Viste botas altas. Una figurilla de terracota del siglo IV a. C. del Louvre (ilustración de la derecha) está vestida parecido y lleva una lanza de ¿madera?.

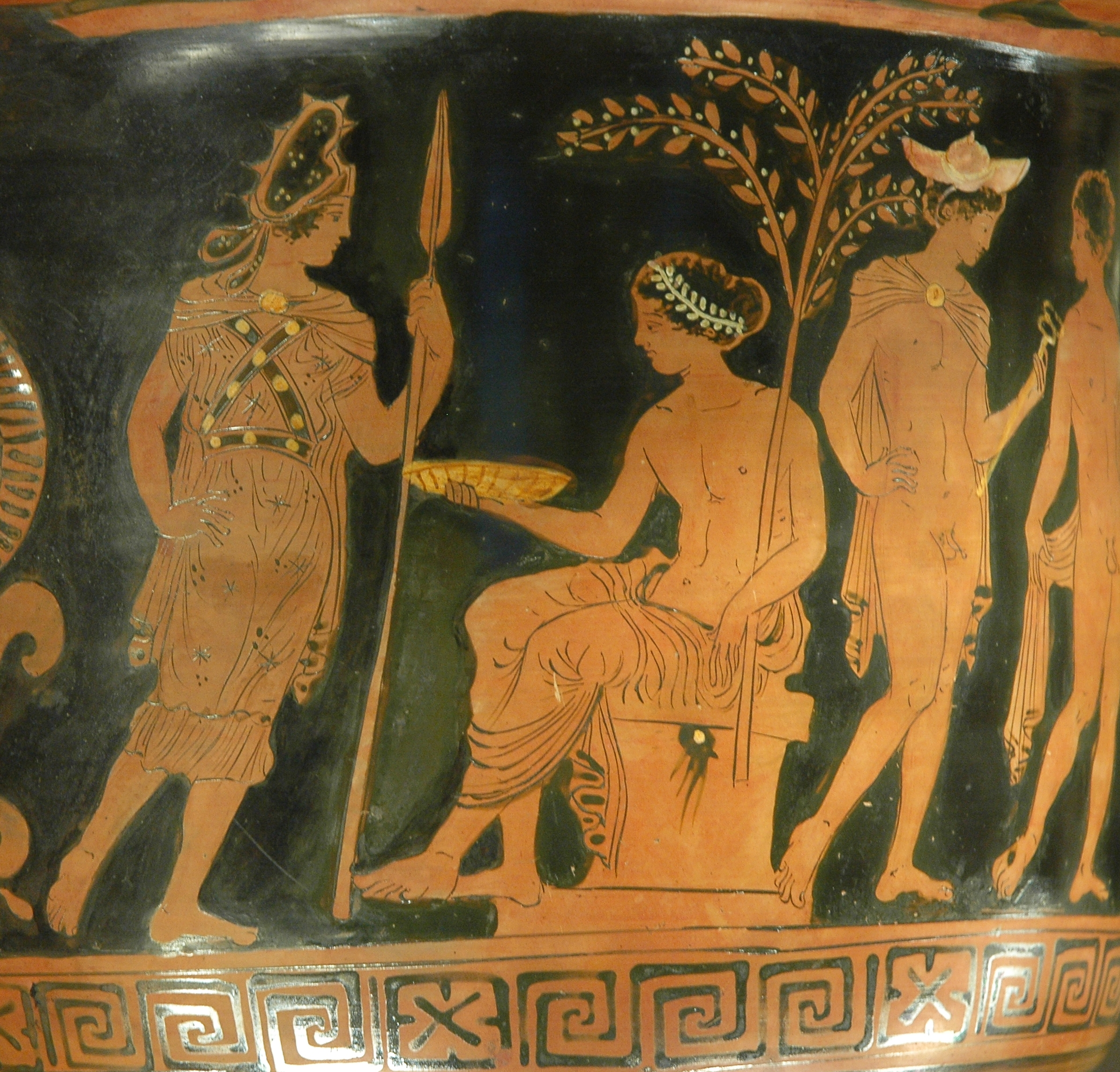
Bendis con su gorro tracio se acerca a Apolo sentado. Crátera de figuras rojas modelada por el Pintor de Bendis, ca. 380–370 a. C.

En ningún otro lugar de Grecia se ha encontrado culto a Bendis.

Los atenienses, del mismo modo que en los demás aspectos se mostraron abiertos en sus relaciones con el exterior, así también actuaron en lo que respecta a los dioses. Acogieron muchos cultos extranjeros, hasta el punto que se granjearon las burlas de los poetas cómicos. Así ocurrió especialmente en el caso de los cultos tracios y frigios. Platón, por ejemplo, menciona el culto de Bendis, y Demóstenes se refiere a los ritos frigios cuando acusa a Esquines y a su madre, a su madre por celebrar ceremonias de iniciación y a él por asistir a ellas y participar en el cortejo báquico y lanzar los gritos de «evoî saboî y hýēs áttēs, áttēs, áttēs hýēs» que son voces sagradas propias del culto de Sabacio y de la Madre.

Los "ritos frigios" que Estrabón mencionaba se referían al culto a Cibeles, al que también se le dio la bienvenida en Atenas en el siglo V.
Los atenienses podían haber perseguido el culto de Bendis al igual que los tracios dionisíacos se deleitaron con Cotis, mencionado por Esquilo. Las arcaicas figuras de culto que se han hallado en excavaciones en Tracia o Bulgaria tienden a identificarse con Bendis. 
Los modernos seguidores de la diosa han revivido el culto a Bendis.